# Гривнина, Ирина Владимировна
Ирина Владимировна Гривнина (10 августа 1945, Фергана, Узбекская ССР) — советский диссидент, правозащитник, писатель, литературовед, переводчик. 

## Биография
Родилась в семье литературоведа Владимира Гривнина. Получила высшее техническое образование, жила в Москве, работала в ВНИИ «Информэлектро».
С 1980 года была членом Рабочей комиссии по расследованию использования психиатрии в политических целях, участвовала в деятельности Фонда помощи политзаключенным. 
Подвергалась задержанию, обыскам, допросам. 16 сентября 1980 года была арестована и 15 июля 1981 года была приговорена Московским городским судом по ст. 190-1 УК РСФСР («Распространение заведомо ложных измышлений, порочащих советский государственный и общественный строй») к 5 годам ссылки. До 1983 года отбывала ссылку в Кокчетавской области Казахской ССР. После освобождения из ссылки ей было отказано в московской прописке. 
В 1985 году эмигрировала из СССР, поселилась в Нидерландах. Живет в Амстердаме, пишет статьи для газет и журналов, Русской службы Би-би-си, является автором ряда прозаических и поэтических произведений (в том числе романа «Генеральская дочь», 2005), председателем Совета Общества русскоязычных евреев Бенилюкса.

## Семья
Муж — Владимир Неплехович, дети Мария (род. 1972)  и Яна (род. 1983).